# USS ARD-9
L' USS ARD-9, était un quai de réparation auxiliaire de classe ARD-2 de 4 800 tonnes, un type de cale sèche flottante auxiliaire de l'US Navy pendant la Seconde Guerre mondiale. Elle a été vendue à la république de Chine en 1976, où elle a servi comme ROCS Wo Fu (ARDS-5),.

## Historique
Construit par la Pacific Bridge Company (en) à Alameda en Californie, l'ARD-9 a été mis en service le 25 septembre 1943. Il a été remorqué jusqu'à la baie de San Francisco, puis  ancré près du Floating Drydock Training Center à Tiburon, en Californie. Le quai de réparation a eu 5 amarrages différents avant de quitter les États-Unis.
L' ARD-9 quitta les États-Unis le 12 décembre 1943 dans un convoi de 5 navires : un cargo, le remorqueur de l'US Navy USS Yuma (AT-94) (en) remorquant l'USS ARD-10 et le Metamora, un remorqueur de la marine marchande remorquant l' ARD-9. Après un voyage de 56 jours, le convoi est entré dans la mer de Corail, il a été escorté par une corvette australienne. L'ARD-10 a ensuite quitté le convoi et s'est rendu à Perth en Australie. L'ARD-9 a été ancré en baie de Milne, an Nouvelle-Guinée le 6 février 1944. La date de sa mise hors service n'est pas connue.

## Décoration
- -  American Campaign Medal
  -  Asiatic-Pacific Campaign Medal
  -  World War II Victory Medal

### Liens connexes
- Liste des navires auxiliaires de l'United States Navy
- Théâtre du Pacifique de la Seconde Guerre mondiale
- USS ARD-10